# TR Granit
TR Granit A/S er Danmarks førende[kilde mangler] leverandør af granitprodukter, og ejere af fire af landets fem eneste aktive granitbrud. Virksomheden forestår brydningen og forarbejdningen af den bornholmske granit.
Firmaet forhandler granittyper fra Danmark, Portugal, Kina, Sverige, Finland, Norge og Indien i forskellige forarbejdninger som bl.a. chaussésten, brosten og belægningssten.
TR Granit har bl.a. leveret sten til Kongens Nytorv, Finansministeriet, Koldinghus, Axeltorv, Københavns Lufthavn og Christiansborg.

## Bornholmsk granit
Der er fire typer granit der stadig brydes i de bornholmske brud:
- Hellets granit. Den mest grovkornede af granittyperne fra Bornholm. Tydeligt udviklede krystaller, der giver en rødlig karakter med sorte strøg.
- Paradis granit. En finkornet mørk gnejs, der gennemskæres af lyse strøg feldtspat.
- Blå Rønne granit. En homogen granittype, som ved kløvning udviser jævne overflader.
- Moseløkke granit. Den lyseste granit med et rødligt skær.